# Palazzo Recalcati
Palazzo Recalcati (conosciuto anche come Palazzo Litta Recalcati Prinetti) è un palazzo cinquecentesco di Milano, ampliato fra il XVII e il XVIII secolo. Storicamente appartenuto al sestiere di Porta Ticinese, si trova in via Amedei 8.

## Storia e descrizione
L'edificio presenta un corpo interno più storico, risalente al XVI secolo, ampliato fra il XVII e il XVIII secolo con l'aggiunta di un corpo di fabbrica chiuso su via Amedei dall'architetto romano Giovanni Ruggeri. Del nucleo più storico sopravvive oggi il cortile d'onore, col porticato sui quattro lati (caratterizzato da colonne con ghiere in cotto e tondi sui pennacchi). La successiva addizione ha dato origine a un secondo cortiletto, connesso con quello più interno da una loggia a sei colonne. All'interno un raffinato scalone con parapetto in ferro battuto conduce al piano nobile, in cui erano collocati gli appartamenti padronali, adornati di stucchi e decorazioni parietali. La facciata settecentesca era originariamente in mattoni grezzi, solo in seguito intonacata; l'accesso all'edificio è garantito da un elegante portone ad arco, sovrastato da un pregevole balconcino barocco in ferro battuto. Alla fine del Settecento andarono persi gli stemmi gentilizi riportati sui medaglioni in cotto presenti nei pennacchi delle arcate, scalpellati via dai partigiani della Repubblica Cisalpina. I capitelli pensili invece, secondo il Mezzanotte, mostrerebbero una forte somiglianza con quelli asportati dal chiostro grande del Monastero di Santa Maria del Lentasio.
Il palazzo appartenne nel primo Settecento ai Litta, passando in seguito ai Recalcati e ai Prinetti. Ancora agli inizi dell'Ottocento si hanno notizie relative ai vasti giardini che si estendevano alle spalle del palazzo, andati perduti. Il palazzo è stato restaurato nel corso del Dopoguerra.

### Restauri recenti
Nel 2022 è stato completato un restauro conservativo delle facciate e degli interni principali, con particolare attenzione ai soffitti a cassettoni e agli affreschi del piano nobile. Il progetto, sostenuto dalla Soprintendenza Archeologia, Belle Arti e Paesaggio per la Città Metropolitana di Milano, ha permesso di riaprire il palazzo al pubblico per visite guidate.